# Caperonotus cardinalis
Caperonotus cardinalis là một loài bọ cánh cứng trong họ Cerambycidae.